# Manettino

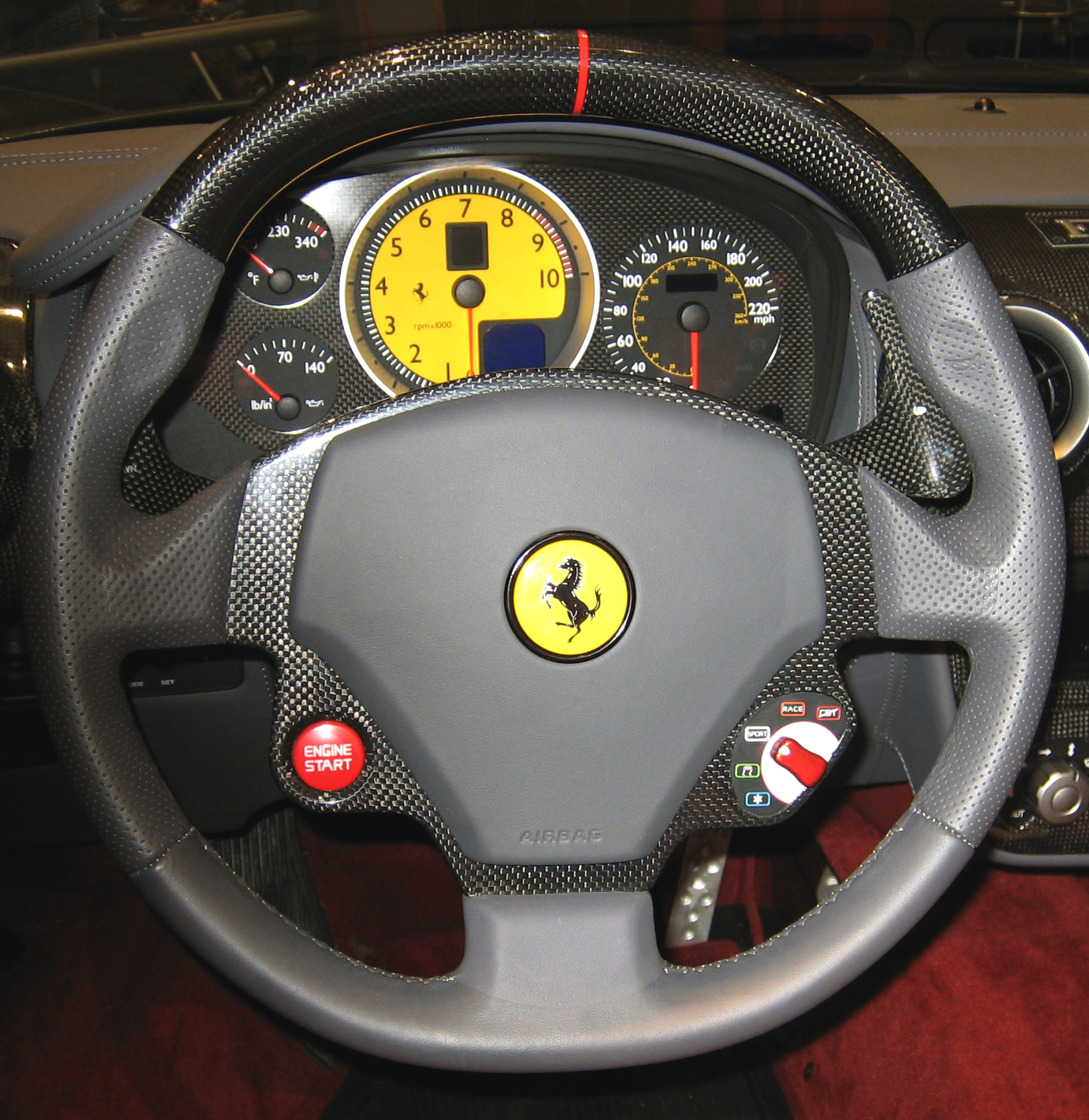
Manettino Ferrari F430.

El Manettino forma parte de los modelos modernos de Ferrari. Como el Ferrari 599 GTB Fiorano y F430. 
Estos diales de ajuste están montados en el volante. El Manettino se inspira en los controles que se encuentran en los volantes de F1, pero tienen un aspecto más pulido. 
El dial permite la rápida y el simple ajuste de la electrónica que rigen la configuración de la suspensión, control de tracción, diferencial electrónico, y el cambio de velocidad de la caja de cambios. 
Un sistema de control similar fue usado en el Ferrari Enzo, pero en vez de dial utiliza unos botones individuales para diferentes configuraciones en lugar de uno único.
Actualmente, todos los Ferrari que se venden incorporan este sistema en el volante, es decir, el Ferrari California, el 458 Italia y 458 Spider, el FF, el F12berlinetta y también la serie especial limitada que presentó Ferrari en el Salón de Ginebra del 2013; LaFerrari. 
Cada uno de estos modelos, tienen un manettino algo distinto, que ajusta algunos parámetros técnicos específicos de cada coche. Por ejemplo, uno de los últimos modelos de la marca italiana como el Ferrari Four, incluye el denominado Manettino GT, una evolución del Manettino convencional.
- Datos: Q1889156